# Le Montet

Le Montet este o comună în departamentul Allier din centrul Franței. În 1 ianuarie 2022 avea o populație de 469 de locuitori.